# Leishmania tropica
Leishmania tropica är en art av flagellbärande protister som beskrevs av James Homer Wright 1903. Leishmania tropica ingår i släktet Leishmania och är likt de andra arterna inom släktet en parasit som kan orsaka sjukdomen leishmaniasis hos människan.
Leishmania tropica är utbredd i mellanöstern, runt medelhavet och i delar av Asien. I Marocko är det den art av Leishmania som ligger bakom flest fall av leishmaniasis. Förutom människan så infekterar arten möjligtvis även hundar, ökenråttan Gerbillus pyramidum, diverse kamfingerråttor och andra djur som fungerar som en reservoar för fortsatt smittspridning. Leishmania tropica överförs till människan via en vektor i formen av myggor såsom Phlebotomus papatasi, Phlebotomus sergenti och Phlebotomus andrejevi, ett samband som bevisades genom forskning gjord av de israeliska entomologerna Oskar Theodor och Saul Adler.